# Башкапсар
Башкапсар — гірський масив в Абхазії (Західна Грузія). Один з давніх центрів мідевидобування на Кавказі.

## Давні рудники
Тут у важкодоступній місцевості на висоті 2200 — 2400 м над рівнем моря виявлені 13 виробок, що датують кінцем III — першою половиною II тис. до Р. Х. Виробки представлені штольнями і вертикальними шахтами, які розкривали рудні поклади й переходили в просторі очисні камери довжиною до 50 м, шириною 20 — 30 м й висотою до 15 м. У штольнях виявлені кам′яні молоти, уламки дерев′яного кріплення і глиняного посуду епохи бронзи. Це найдавніша з відомих великих гірничих виробок на планеті.